# St.-Nikolai-Kirche (Wildberg)

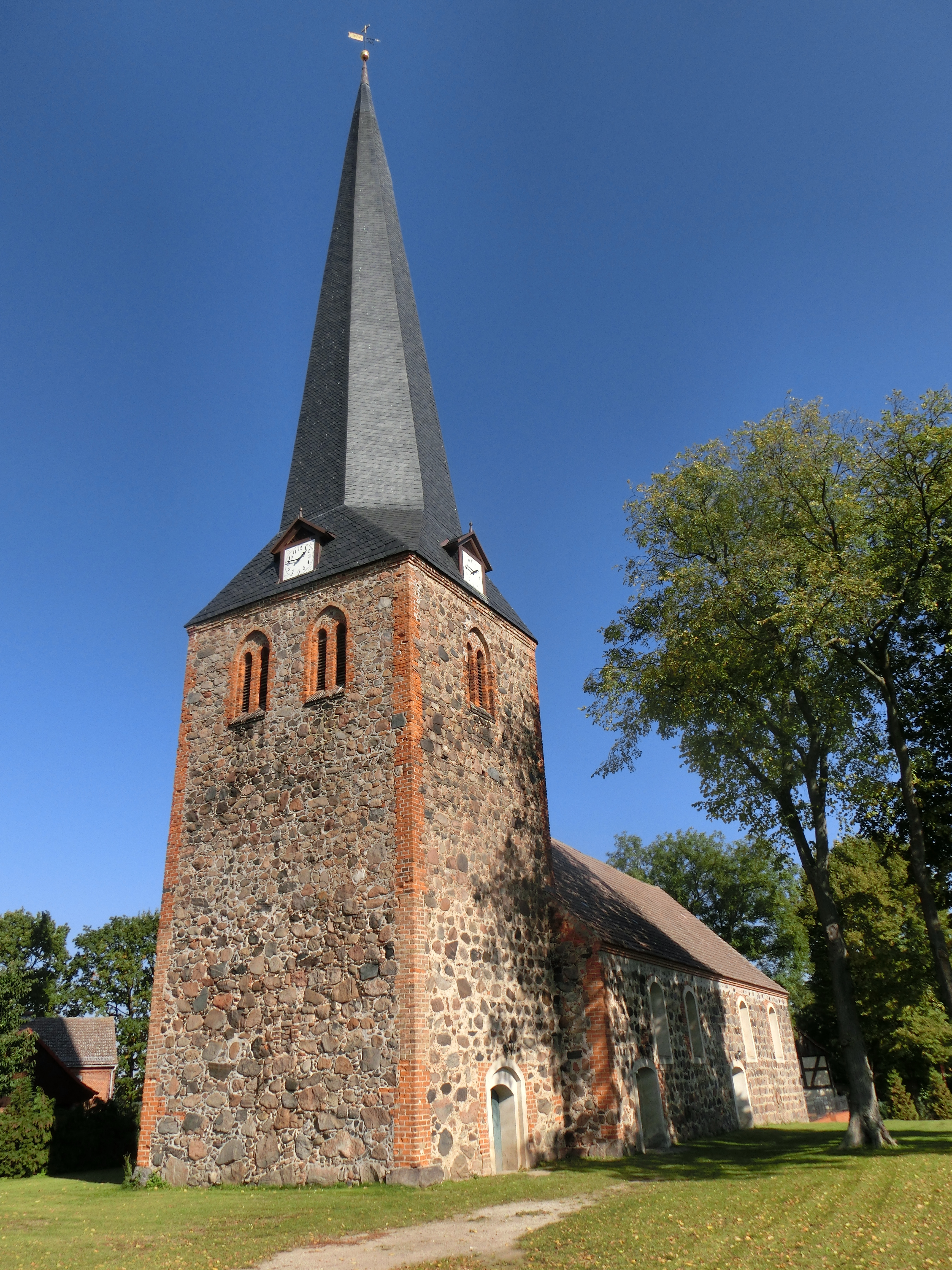
St.-Nikolai-Kirche in Wildberg

Die evangelische St.-Nikolai-Kirche ist eine Saalkirche in Wildberg, einem Ortsteil der Gemeinde Temnitztal im brandenburgischen Landkreis Ostprignitz-Ruppin. Sie gehört der Evangelischen Gesamtkirchengemeinde Temnitz im Kirchenkreis Wittstock-Ruppin der Evangelischen Kirche Berlin-Brandenburg-schlesische Oberlausitz an. Das Gebäude steht unter Denkmalschutz.

## Baubeschreibung und Geschichte
Die insgesamt 33 m lange Kirche besteht aus einem 13 m breiten Saalbau aus Feldstein mit einem quadratischen Westturm. Die langgestreckten Ostteile, die gerade geschlossen sind, bestehen aus lagenweise versetzten Feldsteinquadern und datieren in die zweite Hälfte des 13. Jahrhunderts. Die Westteile und der Turm haben Backsteinkanten aus dem Ende des 15. Jahrhunderts. Der Turm hat einen schlanken, hohen Knickhelm, der 1698 urkundlich erwähnt wurde. Die Fenster und Portale wurden barock verändert, aber die frühgotische gestaffelte Dreifenstergruppe in Backsteinlaibung an der Ostwand ist noch zu erkennen. Der Turm hat ein stichbogiges Portal (ausgeführt als Stichbogenblende) und gekuppelte Schallöffnungen.
Die Kirche beherbergt eine Orgel aus dem Jahr 1829 von Johann Friedrich Turley. Die Glocke, die gesondert unter Denkmalschutz steht, stammt aus dem Jahr 1476. An der Südwand befindet sich das Grabdenkmal von Wilhelmine von Ratenau († 1782).
Am 26. August 1933 wurde der Kirchturm bei einem Flugzeugabsturz beschädigt. Der Jagdflieger Reinhold Poss nahm gemeinsam mit seinem Kopiloten Paul Weirich an einem Wettbewerb teil. Ihr Flugzeug kollidierte mit dem linken Flügel mit der Spitze des rund 61 Meter hohen Kirchturms. Beide Piloten kamen bei dem Unfall ums Leben. Nachdem die Leichen freigegeben worden waren, fand eine Trauerfeier für sie in der Kirche statt. Die Reparaturkosten des Kirchturms wurden von der Lufthansa übernommen.

## Grabmäler auf dem Kirchfriedhof
Auf dem Kirchfriedhof befinden sich mehrere Grabmäler der Familie von Zieten, die gesondert unter Denkmalschutz stehen. Diese lassen sich folgenden Personen zuordnen:
- Ernst Balthasar und Helene von Zieten
- Hans Joachim und Louise von Zieten
- Louise von Zieten
- Margarete Johanna von Zieten
- Agnes Olga Camilla von Zieten
- Joachim Balthasar von Zieten
- Achim Hans von Zieten
- Ernst Adolph Wilhelm und Henriette Louise Augustine von Zieten